# Нанни, Никола
Никола Нанни (итал. Nicola Nanni; род. 2 мая 2000, Сан-Марино) — сан-маринский футболист, нападающий итальянского клуба «Ольбия» и сборной Сан-Марино.

## Клубная карьера
Является воспитанником клуба «Сан-Марино». В 16 лет перебрался в Италию, где присоединился к «Чезены». Поначалу выступал за команду до 17 лет, за которую дебютировал 4 сентября в гостевой встрече с «Эллас Вероной». В своей третьей игре с «Удинезе» отметился дублем, принеся своему клубу победу со счётом 3:1. В общей сложности за два сезона в различных юниорских командах клуба провёл 41 игру в которых отличился 11 раз.
В начале августа 2018 года на правах свободного агента подписал пятилетний контракт с «Кротоне», выступающим в серии B. Нанни дебютировал за основной состав уже 5 августа в матче второго раунда кубка Италии с «Джана Эрминио». Никола вышел на поле на 78-й минуте, заменив нигерийца Симеона Нванкво. В сезоне 2018/19 периодически попадал в заявку основы «Кротоне» на игры чемпионата, но преимущественно выступал за команду в молодёжном первенстве, в котором принял участие в 10 встречах и забил один гол.
В сезоне 2019/20 был в заявке команды на матчи второго и третьего раундов кубка Италии. Если в первом матче с «Ареццо» Нанни остался на скамейке запасных, то во второй игре с «Сампдорией» он провел на поле 90 минут, а встреча завершилась поражением его команды со счётом 1:3.
29 августа 2019 года на правах аренды до конца сезона Нанни перешёл в «Монополи», представляющий итальянскую серию C. Через два дня сыграл свою первую игру за новый клуб. На 58-й минуте матча с «Паганезе» он вышел на поле, но не смог помочь свой команде уйти от поражения 0:2.

## Карьера в сборной
Выступал за юниорские и молодёжные сборные Сан-Марино разных возрастов.
В октябре 2015 года в составе сборной Сан-Марино (до 17 лет) принимал участие отборочном раунде к юношескому чемпионату Европы 2016 года. Нанни принял участие во всех трех матчах, в каждом из которых отыграл по тайму. В второй игре с Португалией он вышел в стартовом составе. В заключительной игре с Арменией сборная Сан-Марино забила свой первый гол, что принесло ей победу. Никола в этой встрече появился во втором тайме и отметился красной карточкой в добавленное к основному время.
Через два года, в ноябре 2017 года, участвовал вместе со сборной Сан-Марино (до 19 лет) в отборочном раунде юношеского чемпионата Европы 2018 года. Сан-маринцы заняли последнее место в группе, проиграв все три матча с разгромным счётом.
В 2018 году провёл два матча за молодёжную сборную в отборочном турнире к домашнему чемпионату Европы. В обеих встречах Сан-Марино потерпело поражение: 0:2 от Чехии и 0:4 от Хорватии.
15 ноября 2018 года дебютировал в национальной сборной Сан-Марино в матче Лиги наций с Молдавией. Нанни провёл на поле всю игру и отметился жёлтой карточкой на 64-й минуте.
Первый мяч за сборную забил 5 сентября 2021 года в квалификации чемпионата мира 2022 года в домашней игре против Польши (1:7).

## Достижения
- Лучший молодой футболист Сан-Марино: 2019 (премия «Golden boy»)[15]

## Статистика выступлений

### Клубная статистика
| Выступление      | Выступление      | Выступление      | Лига | Лига | Кубки | Кубки | Конт.кубки | Конт.кубки | Итого | Итого |
| Клуб             | Лига             | Сезон            | Игры | Голы | Игры  | Голы  | Игры       | Голы       | Игры  | Голы  |
| ---------------- | ---------------- | ---------------- | ---- | ---- | ----- | ----- | ---------- | ---------- | ----- | ----- |
| Кротоне          | Серия B          | 2018/19          | 0    | 0    | 1     | 0     | —          | —          | 1     | 0     |
| Кротоне          | Серия B          | 2019/20          | 0    | 0    | 1     | 0     | —          | —          | 1     | 0     |
| Кротоне          | Итого            | Итого            | 0    | 0    | 2     | 0     | 0          | 0          | 2     | 0     |
| → Монополи       | Серия C          | 2019/20          | 5    | 0    | 0     | 0     | —          | —          | 5     | 0     |
| → Монополи       | Итого            | Итого            | 5    | 0    | 0     | 0     | 0          | 0          | 5     | 0     |
| Всего за карьеру | Всего за карьеру | Всего за карьеру | 5    | 0    | 2     | 0     | 0          | 0          | 7     | 0     |

### В сборной
| Матчи и голы Николы Нанни за национальную сборную Сан-Марино | Матчи и голы Николы Нанни за национальную сборную Сан-Марино | Матчи и голы Николы Нанни за национальную сборную Сан-Марино | Матчи и голы Николы Нанни за национальную сборную Сан-Марино | Матчи и голы Николы Нанни за национальную сборную Сан-Марино | Матчи и голы Николы Нанни за национальную сборную Сан-Марино |
| №                                                            | Дата                                                         | Оппонент                                                     | Счёт                                                         | Голы                                                         | Соревнование                                                 |
| ------------------------------------------------------------ | ------------------------------------------------------------ | ------------------------------------------------------------ | ------------------------------------------------------------ | ------------------------------------------------------------ | ------------------------------------------------------------ |
| 1                                                            | 15 ноября 2018                                               | Молдова                                                      | 0:1                                                          | 0                                                            | Лига наций УЕФА 2018/2019                                    |
| 2                                                            | 18 ноября 2018                                               | Беларусь                                                     | 0:2                                                          | 0                                                            | Лига наций УЕФА 2018/2019                                    |
| 3                                                            | 21 марта 2019                                                | Кипр                                                         | 0:5                                                          | 0                                                            | Отборочные матчи ЧЕ-2020                                     |
| 4                                                            | 24 марта 2019                                                | Шотландия                                                    | 0:2                                                          | 0                                                            | Отборочные матчи ЧЕ-2020                                     |
| 5                                                            | 11 июня 2019                                                 | Казахстан                                                    | 0:4                                                          | 0                                                            | Отборочные матчи ЧЕ-2020                                     |
| 6                                                            | 6 сентября 2019                                              | Бельгия                                                      | 0:4                                                          | 0                                                            | Отборочные матчи ЧЕ-2020                                     |
| 7                                                            | 9 сентября 2019                                              | Кипр                                                         | 0:4                                                          | 0                                                            | Отборочные матчи ЧЕ-2020                                     |
| 8                                                            | 10 октября 2019                                              | Бельгия                                                      | 0:9                                                          | 0                                                            | Отборочные матчи ЧЕ-2020                                     |
| 9                                                            | 13 октября 2019                                              | Шотландия                                                    | 0:6                                                          | 0                                                            | Отборочные матчи ЧЕ-2020                                     |
| 10                                                           | 16 ноября 2019                                               | Казахстан                                                    | 1:3                                                          | 0                                                            | Отборочные матчи ЧЕ-2020                                     |

Итого:10 матчей и 0 голов; 0 побед, 0 ничьих, 10 поражений.